# Dan HAZU
Dan Hrvatske akademije znanosti i umjetnosti (Dan HAZU) obilježava Hrvatska akademija znanosti i umjetnosti svake godine 29. travnja. Josip Juraj Strossmayer je službeno pokrenuo pitanje osnivanja Akademije na sjednici Hrvatskoga sabora 29. travnja 1861. Sabor je istog dana prihvatio prijedlog za osivanjem. Austrijski car i ugarsko-hrvatski i češki kralj, Franjo Josip je 4. ožujka 1866. potvrdio Akademijina pravila, a Akademija je počela s radom 26. svibnja 1866.
U sklopu obilježavanja Dana HAZU dodjeljuje se godišnja Nagrada Hrvatske akademije znanosti i umjetnosti za najviša znanstvena i umjetnička dostignuća u Republici Hrvatskoj.